# Рыдван-паша
Рыдван ибн Мустафа ибн Абд-аль-Муин более известный как Рыдван-паша (осман. رضوان باشا‎; тур. Ridwan Pasha; ум. 2 апреля 1585; Анатолия) — османский государственный деятель из влиятельного боснийского рода Рыдван, занимавший последовательно посты санджак-бея Газы и бейлербея Йемена, Хабеша и Анатолии.
Родился в семье боснийского капыкулу Кара Шахина Мустафа-паши, который в дальнейшем занимал посты османского бейлербея во многих эялетах. Изначально получил должность дефтер эмини (казначея) Йемена и по рекомендации бейлербея Махмуд-паши стал санджак-беем Газы. В дальнейшем «унаследовал» титул Махмуд-паши и пытался проводить активные политические реформы, однако вскоре был возвращён в сан санджак-бея Газы, на должности которого столкнулся с антиосманским восстанием в провинции. После его подавления занимал пост бейлербея в Хабеше и Анатолии, скончавшись на последнем.